# Chlorita matsumurai
Chlorita matsumurai är en insektsart som beskrevs av Irena Dworakowska 1970. Chlorita matsumurai ingår i släktet Chlorita och familjen dvärgstritar. Inga underarter finns listade i Catalogue of Life.